# 미쓰비시 파제로 미니

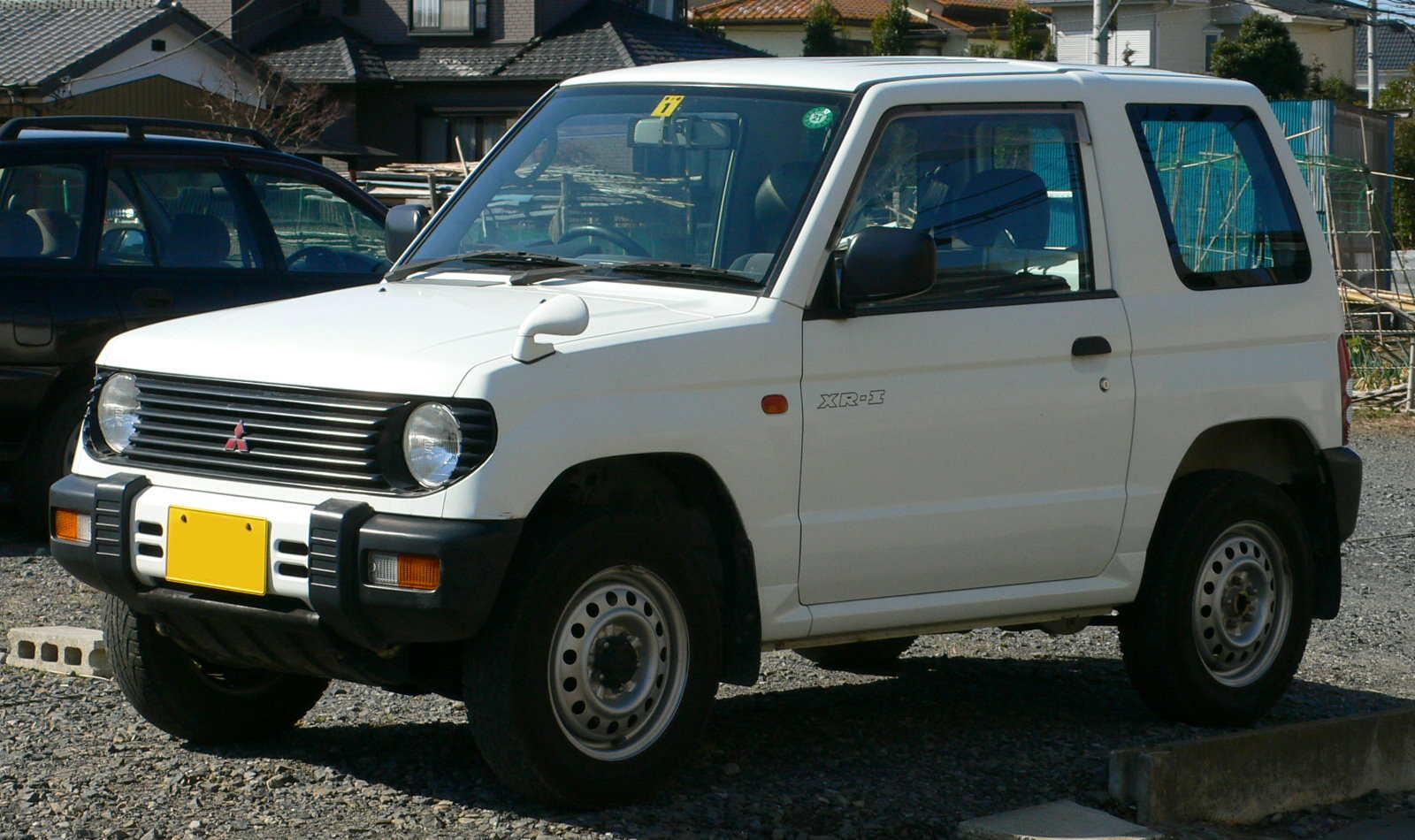

미쓰비시 파제로 미니(Mitsubishi Pajero Mini)는 1994년부터 2012년까지 생산한 미쓰비시자동차공업의 자동차이다.

## 연간 판매 및 생산량
| 연도 | 생산량     | 판매량     |
| ---- | ---------- | ---------- |
| 1994 | 알 수 없음 | 알 수 없음 |
| 1995 | 104,990    | 알 수 없음 |
| 1996 | 71,185     | 알 수 없음 |
| 1997 | 43,302     | 알 수 없음 |
| 1998 | 48,792     | 알 수 없음 |
| 1999 | 36,580     | 알 수 없음 |
| 2000 | 24,895     | 27,011 + 2 |
| 2001 | 16,590     | 17,458     |
| 2002 | 12,672     | 13,720     |
| 2003 | 17,141     | 17,237     |
| 2004 | 10,307     | 10,371     |
| 2005 | 10,445     | 10,611     |
| 2006 | 9,436      | 9,367      |
| 2007 | 9,279      | 9,195      |
| 2008 | 17,033     | 11,456     |

(출처: Facts & Figures 2000, Facts & Figures 2005, Facts & Figures 2009, Mitsubishi Motors website)

## 트리비아
당시 갤로퍼를 생산하던 현대정공에서 이 모델을 기반으로 한 경형 SUV를 개발하여 1999년 출시 직전까지 갔지만 현대정공의 자동차 사업부가 현대자동차에 이관되면서 불발되었다. 이후 현대자동차의 경형 SUV는 한동안 없다가 2021년에서야 현대 캐스퍼로 빛을 보게 된다.